# Kinśka
Kinśka (ukr. Кінська, Kinśka; również Кінські Води, Kinśki Wody; Конка, Konka; Кінка, Kinka) – rzeka w obwodzie zaporoskim Ukrainy, lewy dopływ Dniepru, uchodzi do Zbiornika Kachowskiego.
Źródła rzeki znajdują się na Wyżynie Azowskiej. Długość rzeki wynosi 149 km, powierzchnia dorzecza 2600 km².